# Mușchiul plantar

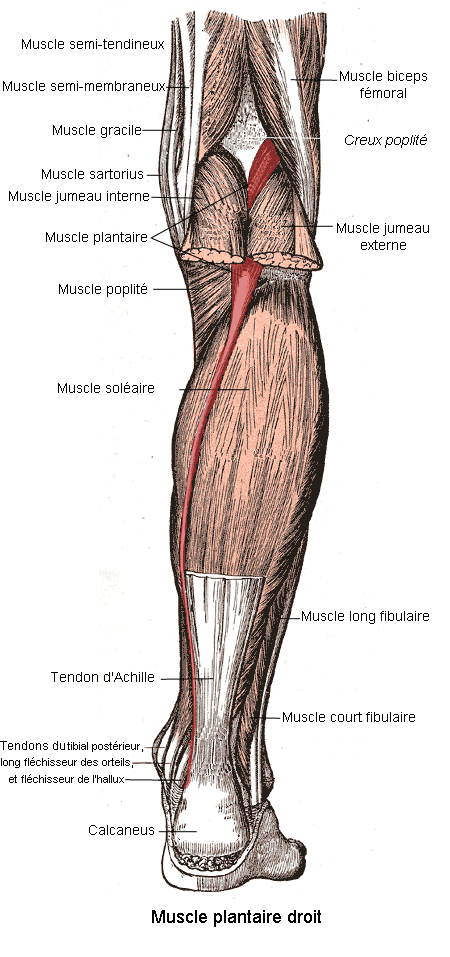
Mușchiul plantar (Musculus plantaris) (în roşu)

Mușchiul plantar (Musculus plantaris, sin. Musculus tibialis gracilis) numit și mușchiul plantar subțire, este un mușchi rudimentar mic, lung și subțire, situat în planul superficial al regiunii posterioare a gambei. Are corpul muscular fusiform și scurt, situat în spatele articulației genunchiului, care se continuă cu un tendon foarte lung și subțire, situat între mușchii gastrocnemian și solear, așezat mai jos pe marginea medială a tendonului Ahile. Este acoperit de gastrocnemian și se întinde între condilul lateral al femurului până la calcaneu. Poate lipsi.

## Inserții
Mușchiul plantar sus se inserează în porțiunea superioară a condilului lateral al femurului. După un scurt traiect, corpul muscular scurt se continuă cu un tendon foarte subțire și lung, care coboară între gastrocnemian și solear, iar mai jos se așază pe marginea medială a tendonului calcanean Ahile și se termină, fie pe acest tendon, fie pe fața posterioară a tuberozității calcaneene împreună cu tendonul lui Ahile.

## Raporturi
Mușchiul plantar este situat între mușchiul gastrocnemian și mușchiul solear. El este acoperit de mușchiul gastrocnemian și acoperă în partea superioară articulația genunchiului și mușchiul popliteu. Corpul muscular este situat în fosa poplitee. Pe marginea medială a mușchiului plantar se află mănunchiul vasculonervos popliteu.

## Acțiune
Fiind un mușchi rudimentar, acțiunea lui de auxiliar al tricepsului sural este slabă, neînsemnată, sau inexistentă. Când distal ia punct fix pe calcaneu este tensor al capsulei articulației genunchiului.

## Inervație
Mușchiul plantar este inervat de o ramură a nervului tibial (sciaticul popliteu intern).